# Stegocephalexia penelope
Stegocephalexia penelope är en kräftdjursart som beskrevs av P. G. Moore 1992. Stegocephalexia penelope ingår i släktet Stegocephalexia och familjen Stegocephalidae. Inga underarter finns listade i Catalogue of Life.